# 広瀬正吾
広瀬 正吾 （ひろせ しょうご、1918年(大正7年)3月31日 - 没年不詳）は、大日本帝国海軍の航空機操縦士。 新潟県出身。

## 経歴
1935年(昭和10年) 6月、横須賀海兵団に入団。1939年(昭和14年) 3月、操縦練習生として霞ヶ浦海軍航空隊に入隊する。
1939年(昭和14年)10月、宇佐海軍航空隊に配属され、艦上爆撃機専修教育を受ける。1940年(昭和15年) 4月、佐伯海軍航空隊に転属後、5月に 横須賀海軍航空隊に転任となる。横須賀では飛行実験部に長く在籍し、テストパイロットを務めた。
太平洋戦争開戦後の1942年(昭和17年)11月、空母「瑞鶴」所属となる。1943年(昭和18年)11月5日 ラバウル北東海上敵機動部隊索敵で、敵戦爆連合編隊を発見と同時に被弾して撃墜されたが、30kmの距離を18時間にわたって泳いで生還した。
1944年(昭和19年) 6月19日、 サイパン島南西方面海上索敵飛行で敵戦闘機に追撃されたが全速力で逃避し帰還した。このときに「我ニ追イツク敵機ナシ」の機上電文を打っている。
11月27日、偵察機彩雲に搭乗して零式艦上戦闘機の編隊（12機）を硫黄島からアグリハン島までの約800kmにわたり誘導する。この際、広瀬は性能上は零戦より優速な彩雲を零戦と同じ巡航速度140ノットで飛行させるため、スロットル・レバーと主翼前縁スラットの操作を駆使し、失速に陥る寸前の状態で飛行を維持した。
12月20日 彩雲の試験飛行中、燃料漏れのため緊急着陸したさい火災となり、大火傷を負って入院、療養中に終戦を迎えた。